# ايلود
 ایلود  (بالفارسية: روستاى ايلود )، قرية كبيرة تتبع لـالبلدة المركزية (بالفارسية: بخش مركزي ) من توابع مدينة بستك وتقع في غرب محافظة هرمزگان في جنوب إيران. وتقع على بعد 9 كيلومترات شرقي قرية جاه بنارد

## حدود قرية ایلود
حدود قرية ایلود: من الشمال قرية مورد، ومن الجنوب جاه دزدان، ومن الغرب قرية جاه بنارد، ومن الشرق تنتهي بـقرية بركه لاري.

## السكان
يبلغ عدد سكان هذه القرية حسب تعداد السكان لعام 2006 للميلاد، (1257) نسمه تشكل (284 عائلة)، من أهل السنة والجماعة وعلى المذهب الشافعي. يتكلون الفارسية باللهجة المحلية، لهم مدارس: ابتدائية، والاعدادية والثانوية، وعيادة صحية كبيرة، وعدد لاحصر له من البرك لحفظ مياه الأمطار. وشكبة المياه والكهرباء، والبريد والهاتف وفرع لبنك صادرات. كذلك بها عيون جارية عذبة تغذي حولي 1000 نخلة، كذلك بها أراضي شاسعة لزراعة القمح والشعير، ومزارع النخيل، ويبلغ عدد نخيلها حوالي 3000 نخلة مثمرة. وهناك 9 مضخات كبيرة تسحب المياه الجوفية لري المزارع والبساتين. ومن أشهر تمور قرية ايلود الخنيزي و« خواصوئی ». وتصنع في هذه القرية جميع المستلزمات المنزلية من المنتوجات الحرفية، وصناعة المفارش الأثرية، وكذلك الصناعات المشتقة من سعف النخيل.

## الثائر الشجاعيقتل في ايلود
لقد قتل الثائر الشجاع شمد لاوري الملقب بــ(عقاب جنوب)، في هذه القرية في عام 1941 للميلاد، بالتواطؤ والتآمر من عمدة القرية (المختار: عبد الرحيم محمد صالح) مع العقيد (پالار) الحاكم العسكري للمنطقة. لقد قتلوه غدراً في صيف عام 1941 للميلاد، وهو لاتجاوز التاسعة والعشرين من العمر، كان رجلاً شهماً، وفارساً شجاعاً لايهاب الموت، وماكان يعطي أي اهتمام، بحاكم العسكري ومن معه.

## وصلات خارجية
- التقسيمات الادارية لمحافظة هرمزگان